# Avon Products
Avon Products Inc. — провідна компанія з продажу косметики, що здійснює свою діяльність більш ніж у 140 країнах.
Компанія заснована в 1886 році в Нью-Йорку.
Штаб-квартира корпорації міститься в Нью-Йорку. Найвідоміші бренди компанії — Avon Color, Anew, Skin-So-Soft, Avon Solutions, Avon Naturals. Продажі 2007 року склали $9.9 млрд.
У 2014 році дохід корпорації склав $8 851 млн, у 2015 очікується $7 773 млн.

## Avon в Україні
У 1997 році ДП «Ейвон Косметікс Юкрейн» розпочало свою діяльність в Україні. Головний офіс знаходиться у селі Щасливому поблизу Києва. Сервісні центри розміщені у Києві, Донецьку, Дніпрі, Харкові, Львові, Сімферополі та Одесі. Продукція, яку AVON пропонує українським споживачам, проходить випробування на отримання сертифікатів відповідності згідно з вимогами чинного законодавства України. Каталог AVON в Україні оновлюється 12 разів на рік, виходить накладом від 800 тисяч примірників кожний. Нова кампанія відповідає місяцю. У деяких навчальних центрах Avon є невеликий відділ роздрібної торгівлі з продуктами по догляду за шкірою, такими як креми, сироватки, косметика та засоби для вмивання. Avon набирає торгових представників, які продають косметику, ювелірні вироби, аксесуари та одяг.С
Станом на початок 2024 року Avon продовжував працювати в РФ, сплачувати податки та набирати персонал.

## Виноски
1. ↑  Global LEI index
2. 1 2 3 4  https://www.sec.gov/Archives/edgar/data/8868/000000886817000009/a2016form10-k.htm
3. ↑  Company Profile for Avon Products Inc (AVP). Архів оригіналу за 12 січня 2009. Процитовано 2 жовтня 2008.
4. ↑  Avon Products Inc (AVP.N) Key Developments|Reuters.com. Архів оригіналу за 4 грудня 2015. Процитовано 4 грудня 2015.
5. ↑  Каталоги Ейвон в Україні. Avonkatalog.in.ua (укр.). Процитовано 5 червня 2023.
6. ↑  Ehrenfreund, Max (16 вересня 2014). Avon splits with trade group, citing risk of pyramid schemes. The Washington Post. Процитовано 21 грудня 2014.
7. ↑  Косметичний гігант Avon продовжує працювати в Росії, попри війну, - BBC. РБК-Украина (укр.). Процитовано 4 лютого 2024.